# 御倉伊勢武
御倉 伊勢武（みくら いせたけ、生年不詳 - 文久3年（1863年））は、新選組隊士。

## 生涯
永倉新八によると、京都在住の浪士であったが、桂小五郎の意を受けた長州藩の間者として荒木田左馬之助・越後三郎・松井竜三郎の3人と共に入隊し、国事探偵方を務めたという。
享年は27歳か28歳とされる。永倉は御倉を芹沢鴨の暗殺者の一人とするが、「芹沢は長州藩士に殺害された」と吹聴するために実行犯に仕立て上げられたともされる。